# Agathis guyanensis
Agathis guyanensis är en stekelart som beskrevs av Cameron 1911. Agathis guyanensis ingår i släktet Agathis och familjen bracksteklar. Inga underarter finns listade i Catalogue of Life.